# 石津進也
石津 進也（いしづ しんや、1938年8月23日 - 2021年2月13日）は、日本の実業家。旭硝子代表取締役社長、同社取締役会議長、日本ソーダ工業会会長などを歴任した。ベルギー王国王冠勲章コマンドール章受章。

## 人物・経歴
東京市品川区出身。品川区立品川小学校、麻布中学校・高等学校を経て、1962年一橋大学法学部を卒業し旭硝子株式会社（現：AGC株式会社）に入社。大学では硬式庭球部に所属。
旭硝子株式会社では、工場の資材やガラス営業を担当。1993年3月旭硝子株式会社大阪支店長、1994年3月取締役、1996年6月常務取締役、1997年6月専務取締役。
1998年6月 代表取締役社長、2002年6月 代表取締役 兼 社長執行役員 CEO。2002年、1年間かけて策定した独自色の強い経営計画"Look Beyond"を発表。薄型テレビの時代の到来を予見し、液晶パネル用ガラス事業などを強化し、2000年代における収益力強化を実現し、固定費削減などリストラも進めた。
2004年3月から2008年3月まで取締役、取締役会議長。この間2004年から社団法人ニューガラスフォーラム会長。社団法人日本化学工業協会副会長、日本経団連アジア・太洋州地域委員会共同委員長なども務めた。
2020年11月、旭日重光章受章。
2021年2月13日、慢性呼吸不全のため死去。叙正四位。